# 塔卡博內拉特群島
塔卡博內拉特群島是印度尼西亞的群島，位於弗洛勒斯海西北部，距離塞拉亞島3至4小時船程，總面積221.07平方公里，2010年人口12,143，人口密度為每平方公里54.9人。

## 外部連結
- Takabonerate Official Site （页面存档备份，存于）

6°41′10″S 121°9′10″E / 6.68611°S 121.15278°E